# Sikorski V

Herb Sikorski V

Sikorski V – kaszubski herb szlachecki.

## Opis herbu
Opis z wykorzystaniem zasad blazonowania, zaproponowanych przez Alfreda Znamierowskiego:
W polu złotym z głowicą czerwoną trzy mewy srebrne (2 i 1). Klejnot: nad hełmem w koronie mewa jak w godle. Labry czerwone, z prawej podbite złotem, z lewej podbite srebrem.

## Najwcześniejsze wzmianki
Herb wzmiankują Ostrowski (jako Sikorski V) oraz Żernicki (Der polnische Adel, jako Sikorski).

## Rodzina Sikorskich
Herb używany w gałęzi Sikorskich noszących przydomek Misin lub Misich, według Ostrowskiego także Mężyk

## Herbowni
Sikorski (Schikorski, Sicorsky, Sikorsky, Sykorski, Sykorsky) z przydomkiem Misin (Misich), według Ostrowskiego także Mężyk.
Sikorscy z Kaszub znani głównie byli z herbem Cietrzew. Z takim też herbem wylegitymowali się w Królestwie Polskim. Wariantem tego herbu był Sikorski I. Istniały też inne herby przypisywane tej rodzinie, powstałe, jak się zdaje, jako herby mówiące: Sikorski II, Sikorski III, Sikorski IV i Sikorski V.